# Congothrissa gossei
Congothrissa gossei är en fiskart som beskrevs av Poll, 1964. Congothrissa gossei ingår i släktet Congothrissa och familjen sillfiskar. IUCN kategoriserar arten globalt som otillräckligt studerad. Inga underarter finns listade i Catalogue of Life.